# شیطان در مسیحیت

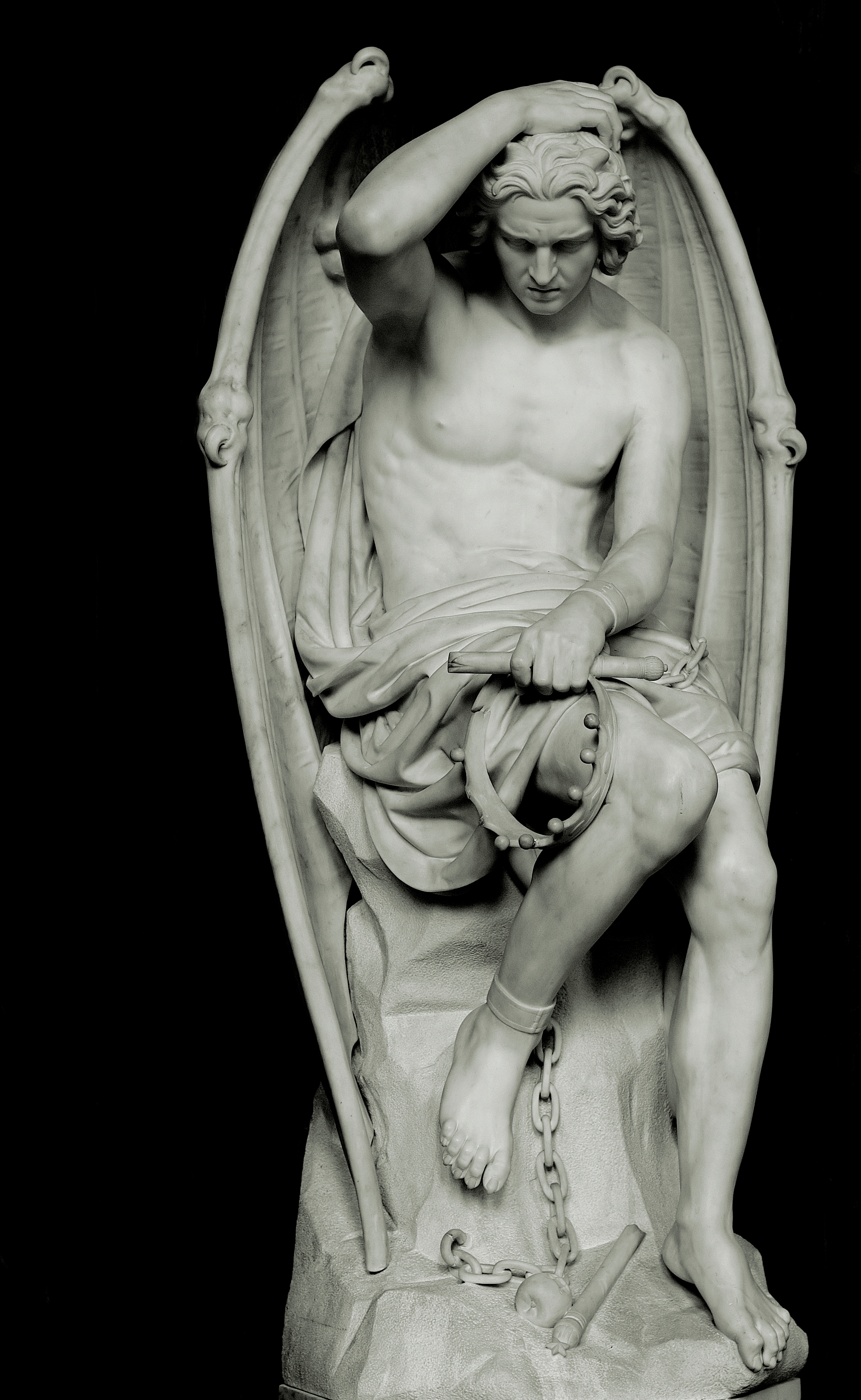
لوسیفر

شیطان (به انگلیسی: Devil) نام فرشته‌ای رانده شده به دلیل شورش در برابر خداوند است. از او به‌عنوان ماری که در باغ عدن زندگی می‌کرده نیز یاد شده‌است. شورش شیطان سبب دو باور اصلی مسیحیت یعنی گناه اصلی و رستگاری از آن شده است. شیطان به‌عنوان اژدها نیز در کتاب وحی مسیحیان (به انگلیسی: Book of Revelation) یا مکاشفه یوحنا یاد شده‌است.